# Гагайка
Гагайка е нископланински рид в Средния Предбалкан, област Ловеч, разположен северно от долината на река Калник (десен приток на Вит).
Нископланинският рид Гагайка се издига във външната структурна ивица на Средния Предбалкан и се състои от две почти обособени части – западна Гагайка и източна Кичера. На север и североизток със стръмни склонове, на места отвесни скални венци се спуска към Угърчинските и Ловчанските височини, като границата преминава по реките Скоков дол (десен приток на Вит) и Каменица (десен приток на Вит) и левия ѝ приток Сопотска река. На юг се спуска с по-полегати склонове към долините на реките Калник (десен приток на Вит) и Лъга (десен приток на Сопотска река), които го отделят съответно от северните разклонения на Васильовска планина и Микренските височини. На запад завършва със скалист гребен при пролома Боаза на река Вит.
Дължината на рида от запад на изток е 22 км, а ширината му – 2 – 3 км. Северно от село Сопот източният рид Кичера е проломен от юг на север от Сопотска река. Най-високата точка е връх Агъла (523,2 м), издигащ се в рида Кичера, на 2,5 км североизточно от село Сопот. Рида Гагайка представлява моноклинала от северното бедро на Микренската антиклинала и е изграден от долнокредни варовици и пясъчници. Южните му склонове са нарязани от суходолия и ровини. Билото му е предимно голо, а склоновете са обрасли с редки дъбово-габърови гори.
По южното подножие на рида са разположени селата Български извор, Василковска махала, Сопот и Микре, а по северното – Славщица.
Покрай цялото южно подножие на рида, на протежение от 24,3 км преминава участък от първокласен път № 4 от Държавната пътна мрежа Ябланица – Велико Търново – Шумен, а по североизточното подножие, на протежение от 7,8 км – участък от третокласен път № 307 Луковит – Угърчин – Микре.
По проект по западния слон на рида ще премине участък от автомагистрала „Хемус“.

## Топографска карта
- Лист от карта K-35-25. Мащаб: 1 : 100 000.
- Лист от карта K-35-26. Мащаб: 1 : 100 000.